# Rhabderemia destituta
Rhabderemia destituta är en svampdjursart som beskrevs av van Soest och Hooper 1993. Rhabderemia destituta ingår i släktet Rhabderemia och familjen Rhabderemiidae.
Artens utbredningsområde är havet kring Galapagosöarna. Inga underarter finns listade i Catalogue of Life.